# Az-Zanbaki
Az-Zanbaki – wieś w Syrii, w muhafazie Idlib. W 2004 roku liczyła 752 mieszkańców.